# Cajanus lanceolatus
Cajanus lanceolatus är en ärtväxtart som först beskrevs av William Vincent Fitzgerald, och fick sitt nu gällande namn av Laurentius Josephus Gerardus Jos van der Maesen. Cajanus lanceolatus ingår i släktet Cajanus och familjen ärtväxter. Inga underarter finns listade i Catalogue of Life.